# Ueda Minoru
Minoru Ueda (sinh ngày 20 tháng 6 năm 1977) là một cầu thủ bóng đá người Nhật Bản.

## Sự nghiệp câu lạc bộ
Minoru Ueda đã từng chơi cho Sanfrecce Hiroshima.